# Evoluční zesílení

Evoluční zesílení napomáhá speciaci tím, že při sekundárním kontaktu dvou oddělených populací přirozený výběr působí proti hybridizaci

Evoluční zesílení (anglicky reinforcement) je proces speciace, při kterém přirozený výběr vytváří reprodukční bariéry mezi dvěma populacemi vzniknuvších druhů. Selekce v takovém případě působí proti produkci hybridních jedinců, kteří vykazují nízkou biologickou zdatnost ve srovnání s rodičovskými druhy. Tuto myšlenku původně rozvinul Alfred Russel Wallace, a někdy se proto fenomén označuje jako Wallaceův efekt.
Moderní koncept evolučního zesílení pochází od Theodosia Dobzhanského. V jeho pojetí reinforcement nastává při sekundárním kontaktu populací vyvíjejících se alopatrickou speciací (speciace, která probíhá v důsledku přerušení genového toku geografickými bariérami). Přirozený výběr v důsledku nízké až nulové biologické zdatnosti hybridů selektuje příslušníky jednoho druhu, kteří se nepáří s příslušníky druhého druhu. Podporuje tak vznik prezygotických reprodukčních bariér, tj. takových znaků, které už předem brání vzájemné kopulaci a „zbytečnému“ vzniku hybridního potomstva s malou biologickou zdatností (jde například o etologické změny). Evoluční zesílení je jedním z mála případů, kdy selekce může upřednostňovat zvýšení prezygotické izolace, a přímo tak ovlivňovat proces speciace.
Podpora konceptu evolučního zesílení od svého vzniku kolísala a terminologické zmatky a rozdíly v používání tohoto termínu vedly v průběhu historie k odlišným výkladům a různým nedorozuměním. Evoluční biologové vznesli různé námitky ohledně věrohodnosti celého procesu, nicméně teoretické a experimentální údaje i pozorování z přírody, probíhající od 90. let 20. století, mnoho těchto dřívějších námitek vyvrátily a učinily z evolučního zesílení široce přijímaný koncept. Jeho reálný rozsah u přírodních populací nicméně zůstává neznámý.
K pochopení fungování reinforcementu v přírodě byla vytvořena řada modelů, které se většinou opírají o genetiku, populační struktury, vlivy selekce a chování při páření. Empirická podpora evolučního zesílení pochází jak z laboratorních pozorování, tak z přírody. Zdokumentované příklady lze nalézt u široké škály organismů, od obratlovců a bezobratlých až po houby a rostliny. Lidské činnosti, jako je zavádění invazních druhů nebo modifikace přirozených stanovišť, mohou vést ke zvyšování kontaktů mezi druhy schopnými hybridizace, což může zvyšovat význam reinforcementu.